# یله گنبد
بنای یله گنبد مربوط به سدهٔ ۵ تا ۷ ه‍.ق است و در شهرستان قزوین، شمال جاده قزوین به رشت واقع شده و این اثر در تاریخ ۲۵ اسفند ۱۳۸۰ با شمارهٔ ثبت ۵۴۸۱ به‌عنوان یکی از آثار ملی ایران به ثبت رسیده‌است.
این روستا در دهستان ایلات قاقازان غربی بخش کوهین شهرستان قزوین قرار دارد. این روستا در فاصله ۴۰ کیلومتری شهر قزوین قرار دارد و به مختصات جغرافیایی ۴۹درجه و ۴۲دقیقه طول شرقی و ۳۶درجه و۲۵دقیقه عرض شمالی واقع شده‌است.این اثر بالاتر از روستای یله گنبد واقع شده و در روستای مزرعه آزاد خان میباشد اهالی روستا لک زبان هستند جملگی ولی بیگ درویشوند میباشند.بجز محل دفن یل و گنبد مابین آنها محل دفن پیرزنی بود که مزار او طبق سنت قدیم سنگ می‌زدند. محل احداث گنبد بروی کوهی مرتفع ودر ضلع جنوب شرقی روستای مزرعه آزاد خان و محل دفن یل یا همان پهلوان در ضلع جنوب غربی روستای مزرعه آزاد خان میباشد.

## جمعیت
بر اساس سرشماری سال ۹۰ این روستا شامل ۹۲ خانوار (۳۱۳ نفر) بوده‌است که عمده آنها بصورت دائمی در روستا سکونت داشته‌اند.

## تاریخ
مادام کارلاسرنا جهانگرد ایتالیایی که در دوره ناصر الدین شاه قاجار از این روستا بازدید کرده و از آن به نام گل گنبد یاد نموده اطلاعات خوبی درباره آن ارائه داده‌است.